# Florea Ispir
Florea Ispir (n. 25 noiembrie 1949 în Vârteju, Ilfov) este al treilea fotbalist ca număr de meciuri în Liga I. În prezent antrenează echipa de copii și juniori FC Junior. Federația Română de Fotbal i-a acordat Ordinul de Merit cu Diamant pentru întreaga activitate. În prezent, se ocupă de creșterea tinerelor talente ale clubului Unirea Dej cu copiii născuți între 1995 și 1996.